# PGC 38822
LEDA/PGC 38822 ist eine Galaxie vom Hubble-Typ Sm: im Sternbild Jungfrau auf der Ekliptik. Sie ist schätzungsweise 53 Millionen Lichtjahre von der Milchstraße entfernt und gilt als Mitglied der NGC 4123-Gruppe (LGG 275).
Im selben Himmelsareal befindet sich u. a. die Galaxie NGC 4116.